# Parasteatoda camura
Parasteatoda camura là một loài nhện trong họ Theridiidae.
Loài này thuộc chi Parasteatoda. Parasteatoda camura được Eugène Simon miêu tả năm 1877.